# Cytokin

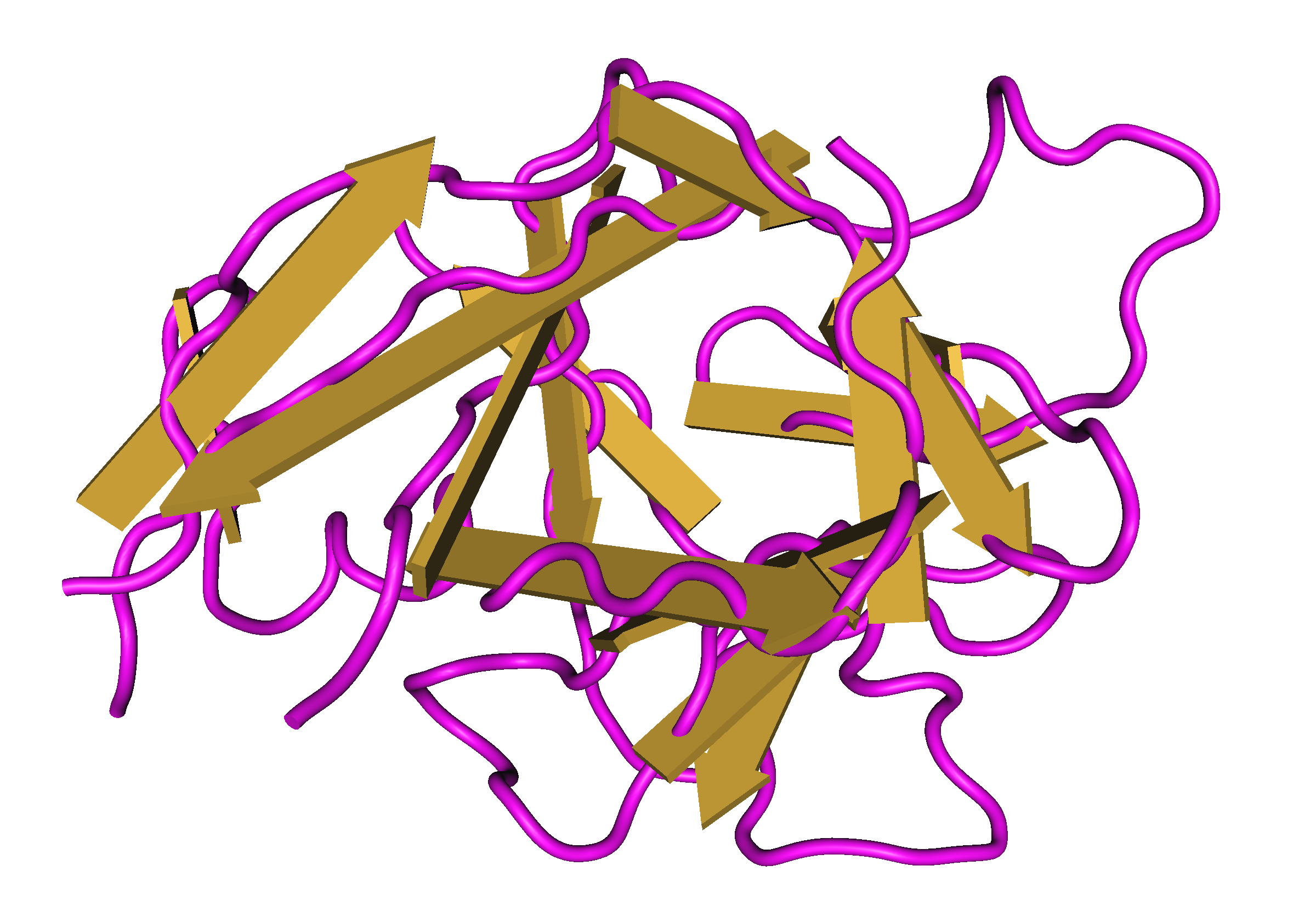
Interleukin-1 α

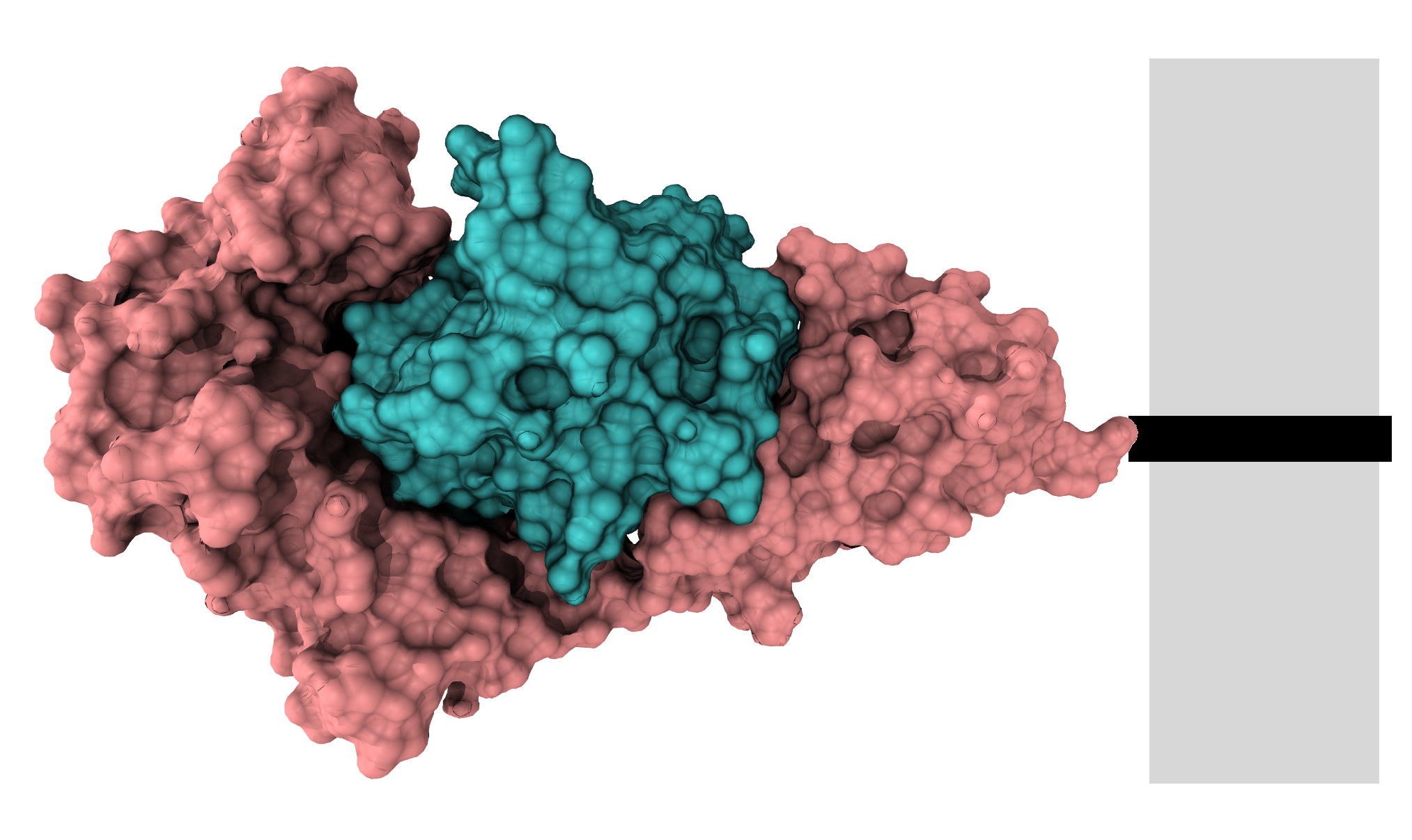
interleukin (Interleukin 1-receptor – IL1R (ružově) a Interleukin 1-beta komplex – IL1B(azurově)

Cytokin (podobný termín interleukin) je označení pro skupinu menších signálních proteinů, účastnících se významně v imunitní odpovědi. Cytokiny jsou produkovány buňkami imunitního systému (makrofágy, T-lymfocyty atp.) a jsou schopné navodit například rychlé dělení a diferenciaci určitých typů buněk, které se účastní boje proti patogenům, případně další rysy imunitní obrany. V určitém slova smyslu cytokiny nemusí být produkovány pouze bílými krvinkami a význam slova se rozšiřuje na všechny malé signální proteiny; termín interleukin se v tom případě používá pro signální molekuly vylučované bílými krvinkami.
Kromě toho můžeme najít i membránové formy některých cytokinů. Ty jsou na rozdíl od sekretovaných forem cytokinů zakotveny v cytoplazmatické membráně, a to za pomoci hydrofobních sekvencí, tvořených přibližně z 20 aminokyselin. Za membránové cytokiny můžeme považovat i některé signalizační povrchové proteiny (CD80, CD86, CD40L,CD40L, FasL). Membránové cytokiny působí na rozdíl od ostatních výrazně lokálně a nedochází k zřeďovaní difuzí a k odplavování. Podobného lokalizačního efektu je u některých cytokinů dosahováno jejich přilnutím na povrchové proteoglykany některých buněk.

## Účinky

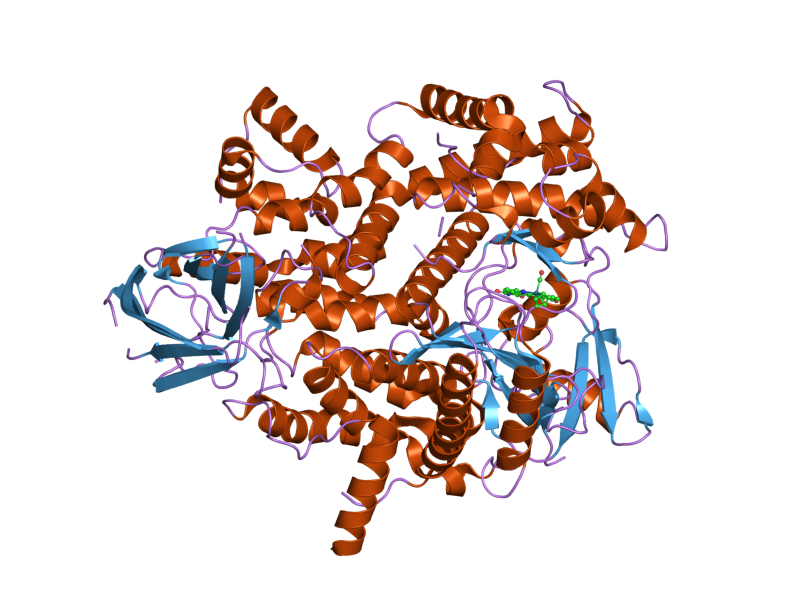
CSF

Pro většinu cytokinů platí, že působí na několik různých buněk (jsou pleiotropní), jeden cytokin indukuje tvorbu druhého (působí v kaskádě) a také, že jednotlivé cytokiny mohou být nahrazeny jinými (cytokinový systém je tedy do jisté míry redundantní).
Cytokin působí buď na buňku, která ho produkuje (autokrinní působení), na buňky ve své těsné blízkosti (parakrinní působení) a nebo po transportu cévním řečištěm působí na vzdálené tkáně (endokrinní působení).

## Receptory

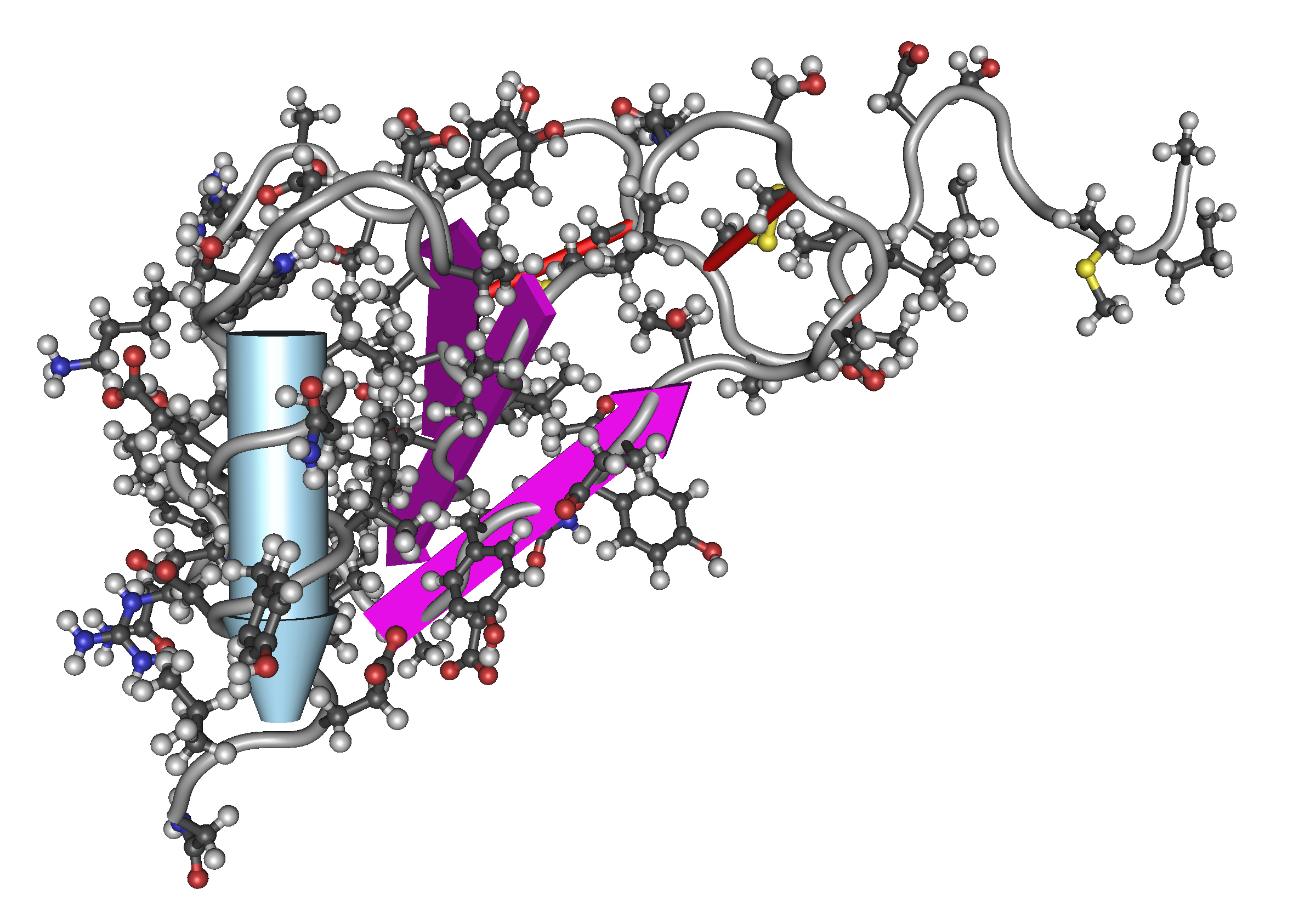
Chemokin (MIP)

Receptory cytokinů se obvykle skládají z vícero podjednotek (dvou, někdy i tří). Každá z podjednotek má jinou funkci. Jedna podjednotka je zodpovědná za specifickou vazbu cytokinu, zatímco druhá nebo třetí podjednotka zajišťuje spojení se signalizačními intracelulárními molekulami. Proto bývá tato molekula také sdílena několika různými cytokinovými receptory.
Podle toho můžeme cytokiny rozdělit do několika skupin. První receptorovou „rodinu“ tvoří receptory pro IL-2, IL-4, IL-7, IL-9, IL-13, IL-15, IL-21 a TSLP. Všechny tyto receptory mají vzájemně velmi podobné podjednotky zvané ɣc (CD132). Stejně tak receptory pro IL-3, GM-CSF, a IL-5 sdílejí společnou podjednotku β (KH97, CDw131). Shodnou signalizační podjednotku (gp130, CD130) používají receptory pro IL-6, IL-31, LIF, onkostatin M a ciliární neurotrofní faktor (CNF). Podobnou strukturou se vyznačují i receptory pro interferony a receptory pro cytokiny IL-10 (IL-19, 20, 22, 24, 26, 28, 29). Specifickou strukturu mají i receptory pro chemokiny, jejichž polypeptidový řetězec prochází 7x membránou a je asociován s trimerními G-proteiny. Velkou skupinu receptorů představují i ty, které váži cytokiny podobné TNF, tedy receptory pro TNF, LT, NGF, atd. Právě do této skupiny patří i receptory CD27, CD30, CD40, OX-40 (CD134), 4-1BB (CDw137), Fas (CD95), DR4 a DR5, RANK, TAC, a BCMA, TWEAKR, které vážou membránové cytokiny CD27L (CD70), CD30L, CD40L (CD154), OX-40L, 4-1BB-L, FasL, TRAIL, RANKL, APRIL, BlyS a TWEAK. Některé receptory můžeme zařadit do imunoglobulinové "rodiny", protože jejich molekuly obsahují jednu nebo více imunoglobulinových domén. Sem patří receptory pro SCF, M-CSF, IL-34, IL-1 a PDGF.

### Vazba cytokinů na receptor
Vazba cytokinu na specifický povrchový receptor způsobí konformační změnu receptorové molekuly. Pro většinu interleukinů, interferony, G-CSF, GM-CSF a některé růstové faktory platí, že jsou svou vnitrobuněčnou částí nekovalentně asociovány s cytoplazmatickými proteinkinázami. Poté, co se cytokin naváže, dojde k agregaci receptorových molekul, přiblížení asociovaných kináz, k jejich vzájemné fosforylaci, a tím k jejich aktivaci. Také fosforylaci dalších proteinů zajišťují právě aktivované kinázy a tak spouští signalizační kaskády.

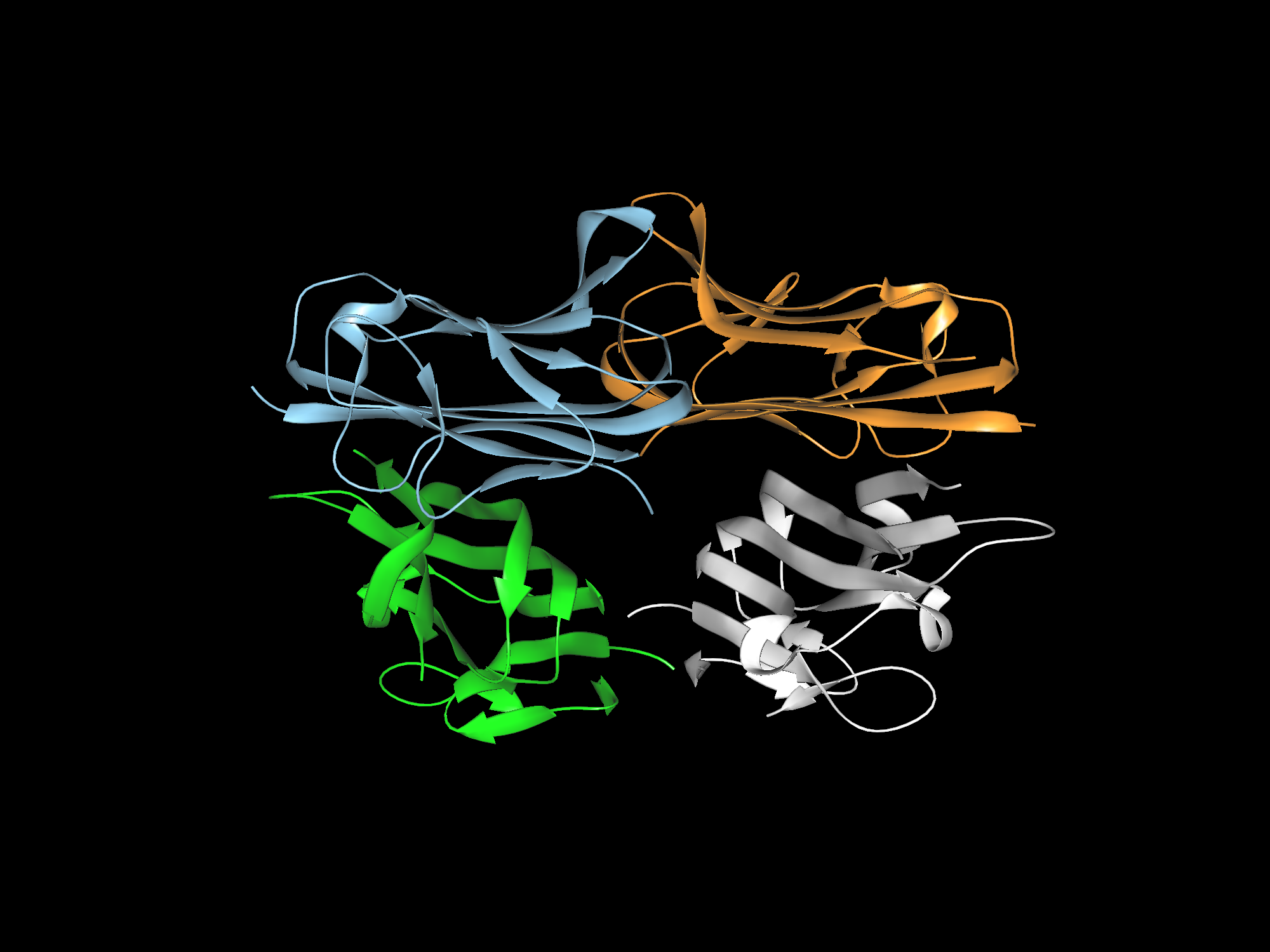
TNF alfa

Pro většinu cytokinových receptorů platí, že jsou asociovány s proteinkinázami Jak. Receptory pro chemokiny jsou asociovány s trimerními G-proteiny. I princip funkce je u nich odlišný. Jiné cytokinové receptory, jako například receptory pro M-CSF, PDGF, FGF, EGF, SCF, TGFβ, či receptor pro inzulin, mají přímo ve své cytoplazmatické části kinázovou doménu. Považujeme je tedy za receptorové kinázy.

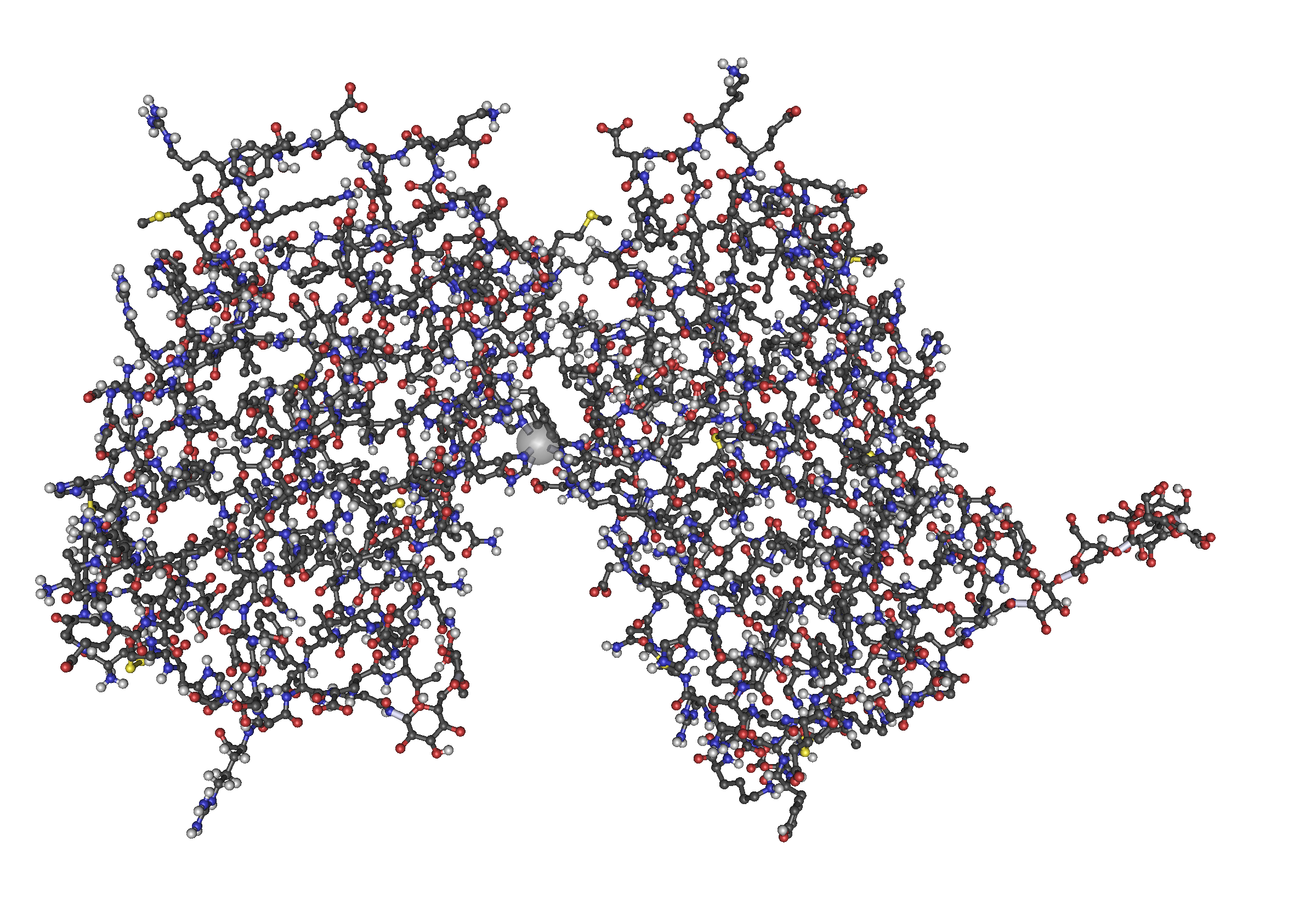
Lidský interferon β

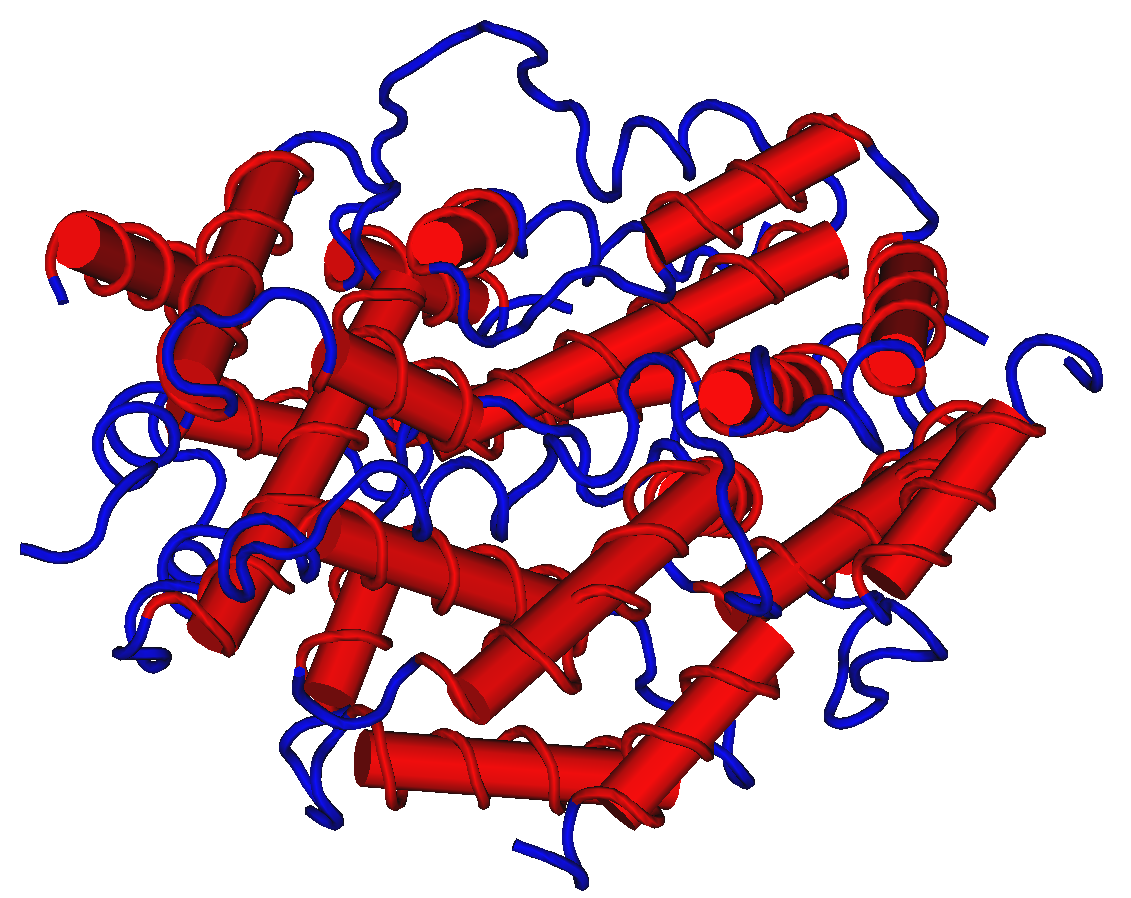
Interferon Gamma

### Výsledky signalizace přes cytokinové receptory
Výsledky signalizace přes cytokinové receptory závisí na několika faktorech, kterými jsou především: typ buňky, typ signálu (tj. povaha receptoru) a spolupůsobení jiných signálů. Důsledkem může být cokoliv: stimulace buněčného dělení, diferenciace, spouštění efektorových mechanismů, zablokování buněčného cyklu či indukce apoptózy.

## Dělení cytokinů
Mezi cytokiny jsou v širokém slova smyslu řazeny tyto skupiny látek:
- interleukiny – komunikace mezi bílými krvinkami
- lymfokiny – produkují je lymfocyty, aktivují makrofágy, atp.
- tumor nekrotizující faktory (TNF) – regulace zánětu, obrana proti rakovině
- interferony – obrana proti virovým infekcím a regulace imunitní odpovědi
- faktory stimulující kolonie (CSF) – stimulují vývoj a diferenciaci určitých bílých krvinek
- polypeptidové růstové faktory – rozmanité funkce, viz např. FGF, EGF či VEGF
- transformující růstové faktory – regulační funkce při vývoji embrya, v imunitním systému, atd.
- stresové proteiny – odpověď na nepříznivé podmínky v okolí buněk
- chemokiny – navozují migraci (pohyb, chemotaxi) určitých buněk